# Kalvebod Fælled

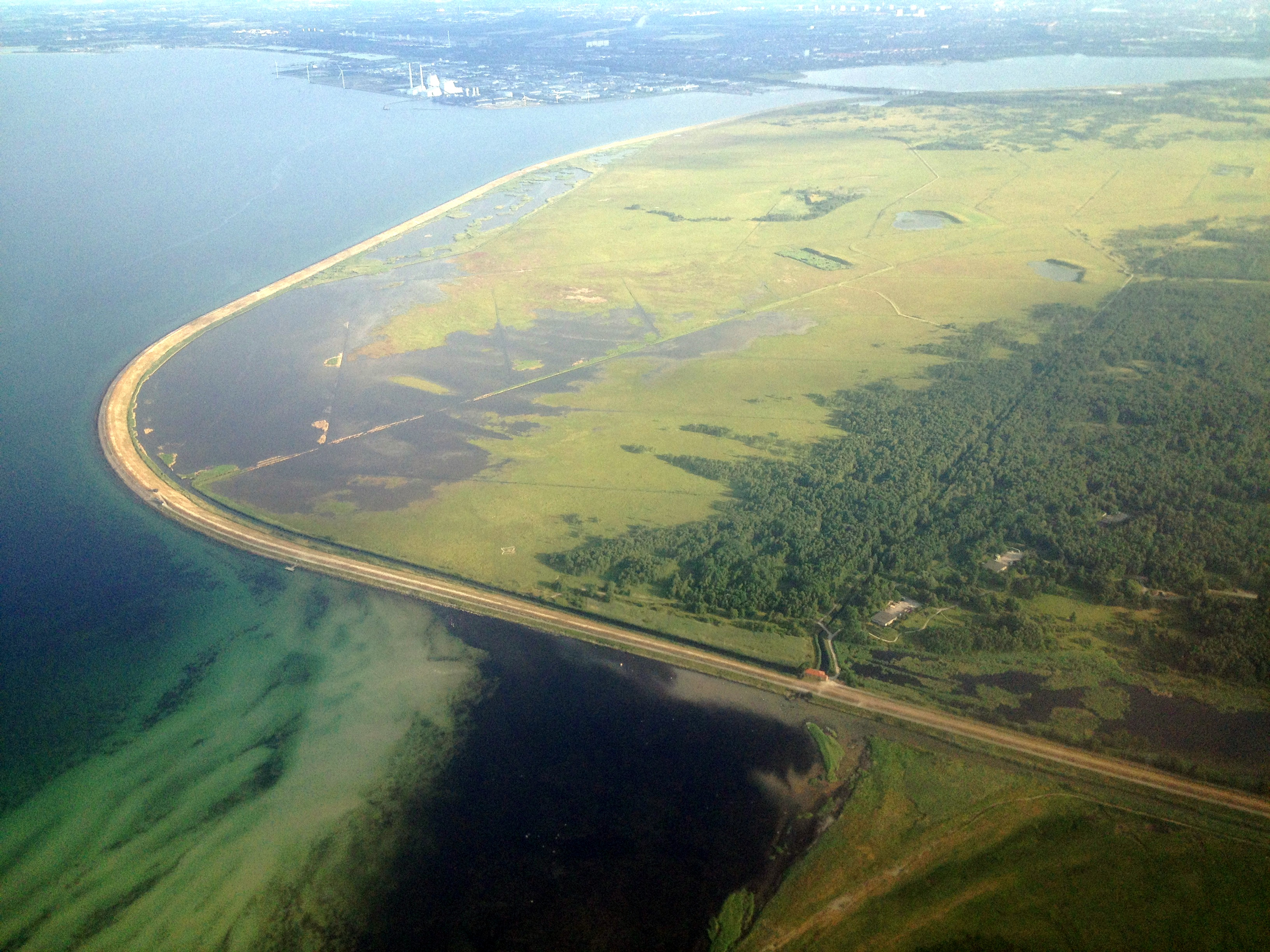
Kalvebod Fælled (Luftbild)

Kalvebod Fælled ist ein Gebiet im Südwesten der dänischen Insel Amager, das dem Meer abgetrotzt wurde. Es steht unter Schutz. Mit einer Größe von rund 2145 Hektar (ca. 21 km²) macht es etwa ein Viertel der Insel Amager aus. Ein kleiner Teil im Norden liegt auf Kopenhagener Gebiet, der größere Teil (1620 Hektar) auf dem Gebiet der Gemeinde Tårnby.

## Name
Der Name ist zusammengesetzt aus Kalvebod, das ist die Bezeichnung des angrenzenden Gewässers, und fælled, dem alten dänischen Wort für die gemeinsame Weidefläche einer Stadt (deutsche Übersetzung: Allmende).

## Geschichte
Die Fläche besteht aus ehemaligem Meeresboden, der in den 1940er Jahren trockengelegt wurde. 1939 wurde das Gesetz zur Eindämmung verabschiedet. Das Budget für das große Landgewinnungsprojekt betrug 12 Millionen DKK, was im aktuellen Wert (2018) etwa 400 Millionen DKK oder 57 Millionen Euro entspricht. Das Projekt wurde als Arbeitsbeschaffungsmaßnahme durchgeführt, die dann während der deutschen Besatzung auch zum Ziel hatte, den Abtransport der hier Beschäftigten zur Zwangsarbeit ins Deutsche Reich abzuwenden.
Von 1943 bis 1984 wurde Vestamager als Truppenübungsplatz genutzt. An verschiedenen Stellen des flachen Gebietes wurden Schießhügel errichtet.
Nach dem Ende der aktiven militärischen Nutzung wurde ein Teil des Areals für die Verkehrsinfrastruktur (Autobahn und Eisenbahn in der Verbindung mit der Öresundbrücke), eine Mülldeponie auf dem Streifen zwischen der Autobahn und dem Deich, einen Golfplatz und das südliche Ende des neuen Kopenhagener Stadtteils Örestad genutzt.
Nach jahrelangen Vorbereitungen wurde das Gebiet schließlich von Blindgängern befreit und vom dänischen Umweltministerium am 15. Oktober 2010 mit Ausnahme des Vogelschutzgebietes
für die Öffentlichkeit freigegeben. Im August 2012 wurde hinter dem Küstenweg ein neuer Deich eingeweiht, der mit einer Höhe von 5,90 Metern zwei Meter höher ist als der alte Deich, als ein erster Schritt, um ganz Amager und Kopenhagen vor den Folgen des Klimawandels zu schützen.

## Gebietscharakteristik

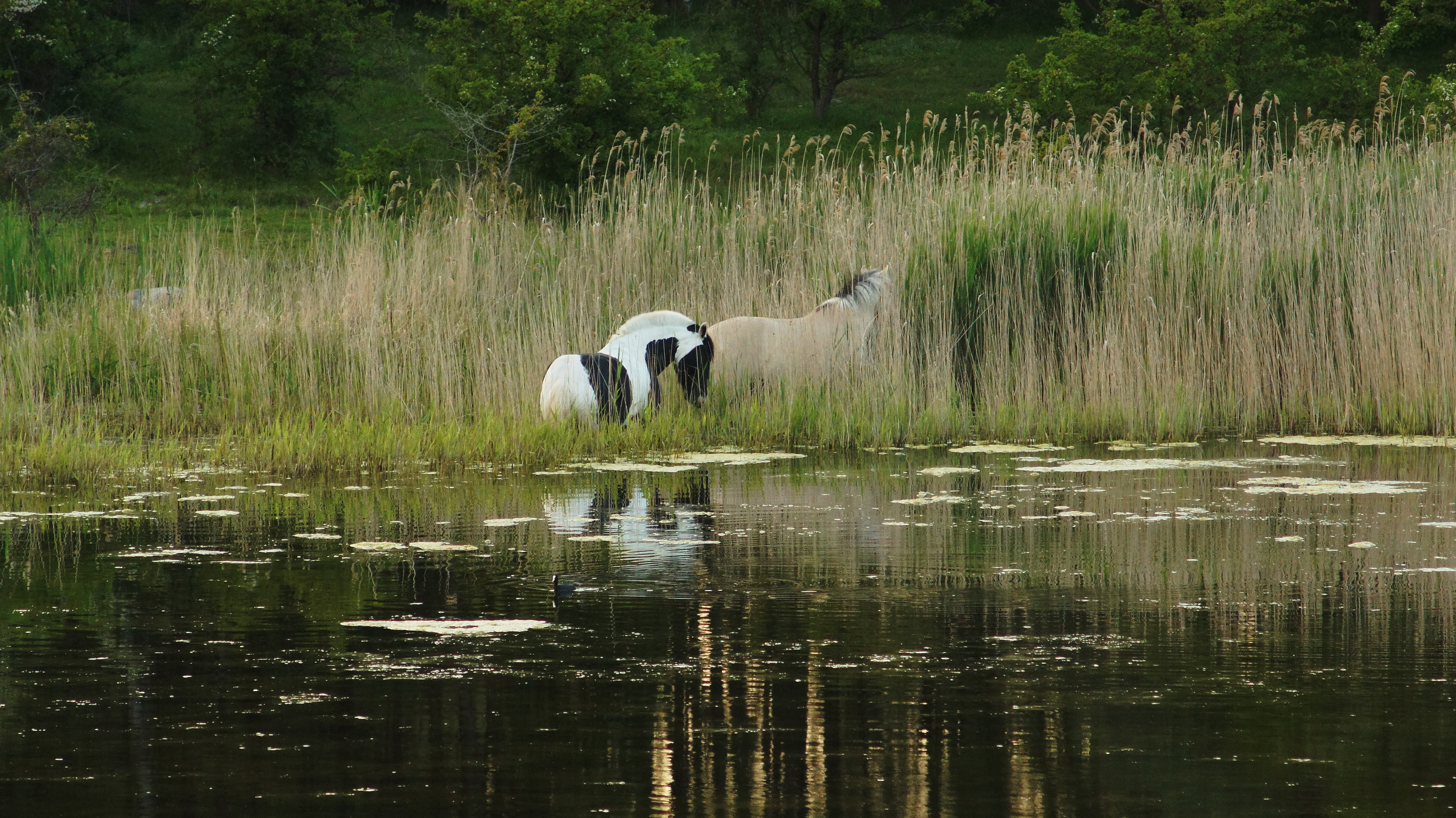
Pferde im Wasser

Bevor Teile urbar gemacht wurden, handelte es sich um ein flaches Küstengebiet, Salzwiesen und Inselchen. Pflanzen und Tiere haben sich angesiedelt. Viele Vögel, vor allem Watvögel, profitieren von der feuchten Fläche und der niedrigen Vegetation. Im Laufe der Zeit sind Büsche und Bäume gewachsen, darunter der größte Birkenwald des Landes,  der Pfingstwald. 1200 Kühe, Pferde, Damhirsche und Rehe weiden das Gebiet ab, um den Pflanzenbewuchs unter Kontrolle zu halten.
Kalvebod Fälled wird bezeichnet als das „ungewöhnlichste Stück Natur, das die dänische Hauptstadt zu bieten hat.“

## Birkenwald

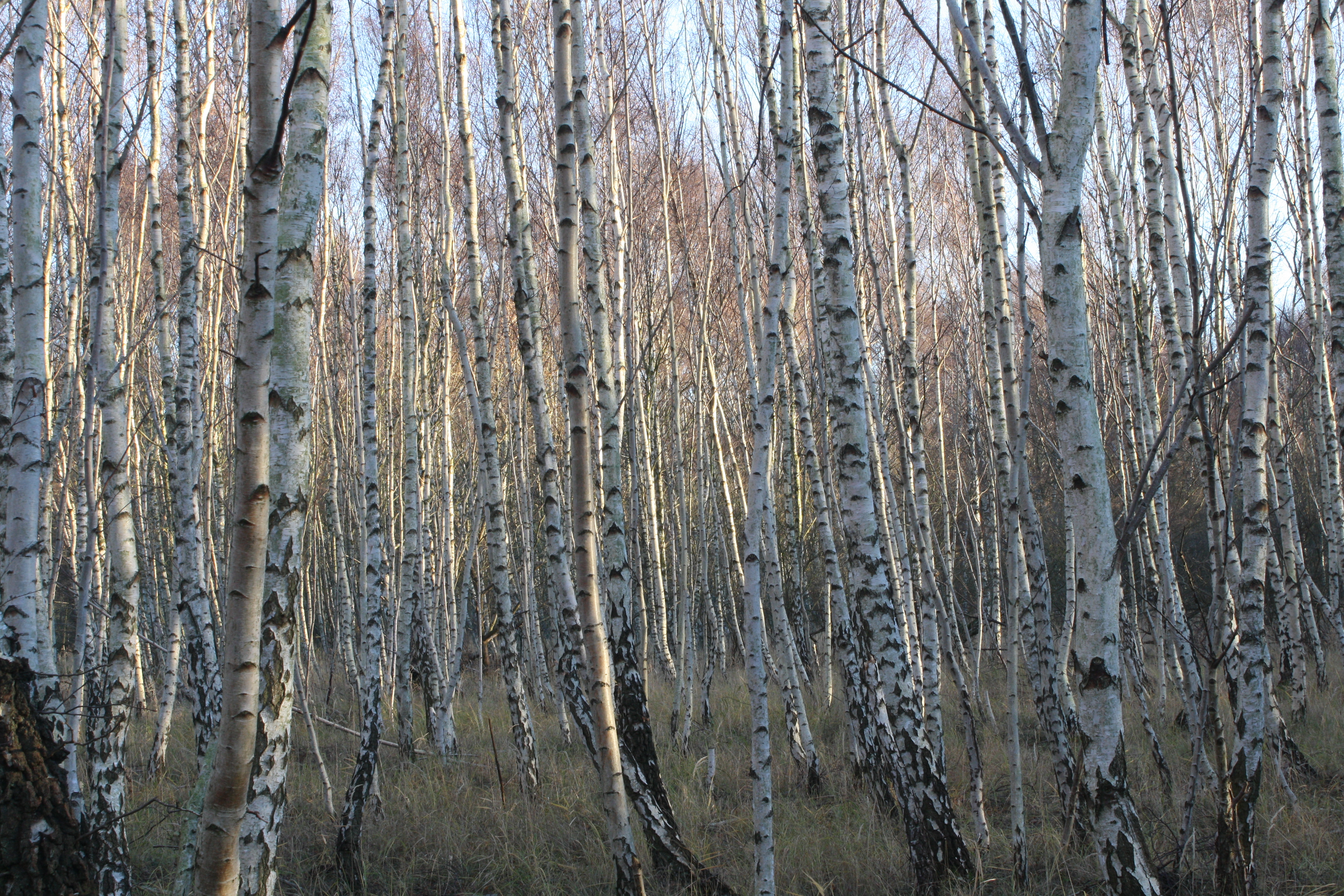
Pfingstwald

Aus Samen, die in den 1950er Jahren vom Wind aus Schweden hierher transportiert wurden, haben sich der Pfingstwald und der Fasanenwald weitgehend unbehelligt von menschlichen Eingriffen entwickelt. Seltene Arten wie Orchideen und der Kleine Schillerfalter sind hier zu finden. Im nördlichen Teil des Pfingstwaldes wurden zwischenzeitlich auch Eichen, Linden und Eschen gepflanzt, während der südliche Teil seit 1993 unberührter Wald ist. Es gibt auch eine ganze Reihe von selbst ausgesäten Weiden, vor allem Grauweiden. Der Fasanenwald liegt weiter nördlich an der Autobahn, wo der Boden etwas trockener ist.

## Freizeiteinrichtungen und -aktivitäten

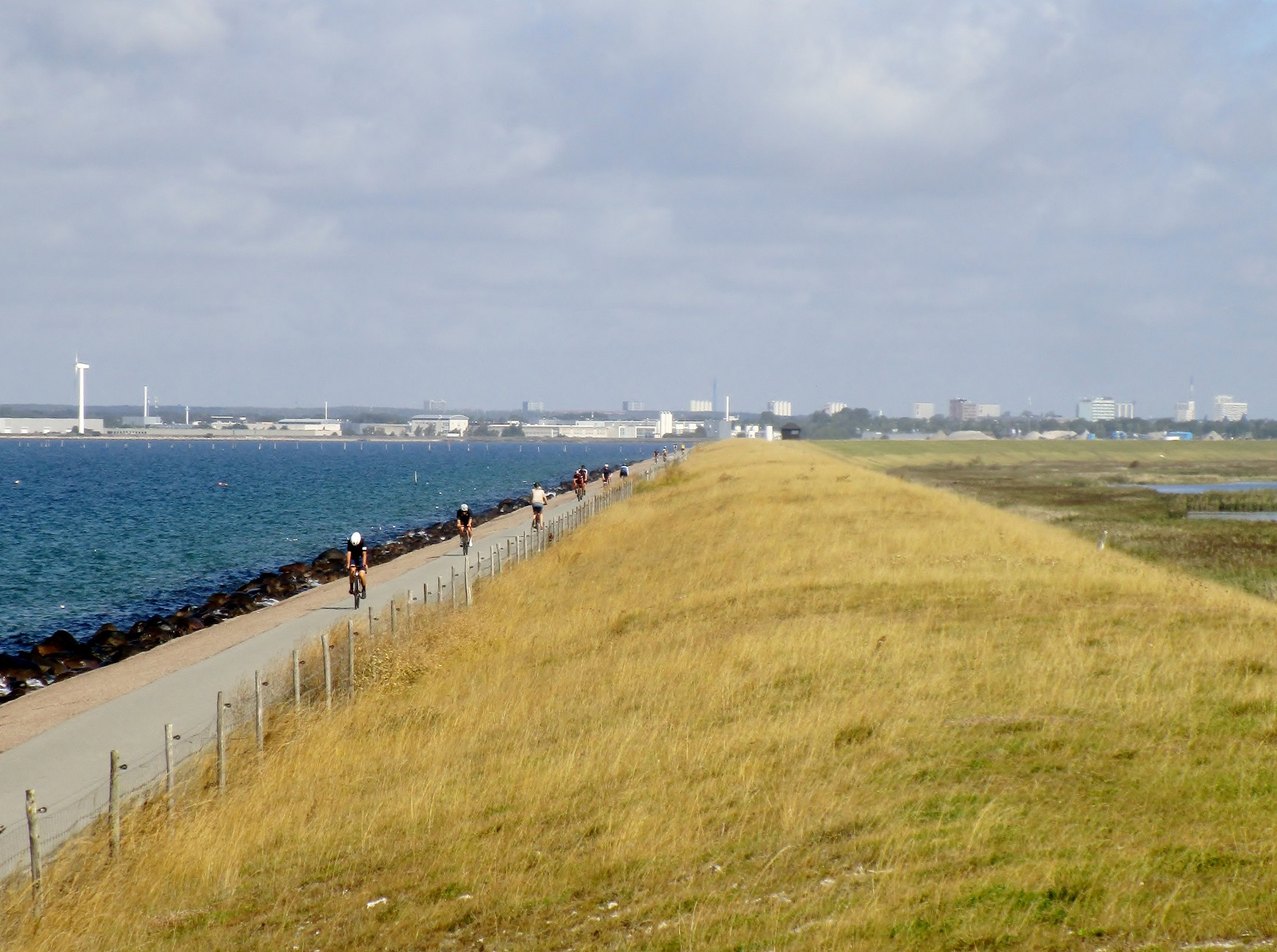
Deich Kalvebod Fälled

Das Naturcenter Vestamager bietet Wechselausstellungen und eine Naturschule. Es gibt Campingplätze und Übernachtungsplätze, die bei der dänischen Naturschutzbehörde gebucht werden können.
Mit seinen langen Wegen und Straßen und seiner offenen Landschaft lädt Kalvebod Fälled dicht an der Großstadt zu Freizeitaktivitäten ein wie Radfahren, Joggen, Wandern, Reiten oder Geocaching. Beispielsweise wurden vier markierte Wanderrouten mit einer Länge von 2,5 km, 5 km, 7,5 km und 12 km oder ein 1,4 km langer Gesundheitspfad angelegt.

## Panorama-Ansichten

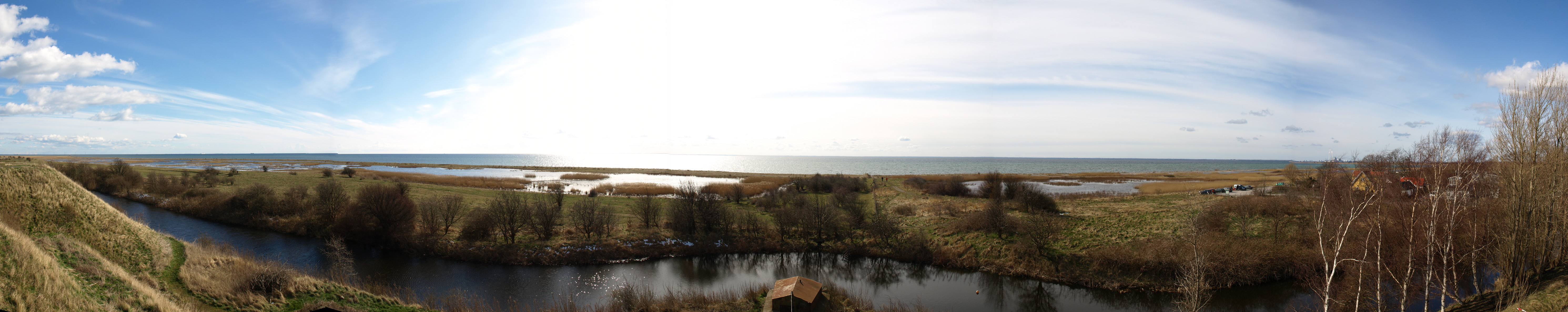
Panorama-Ansicht von Kalvebod Fælled mit Blickrichtung zum Meer (Køge Bugt)
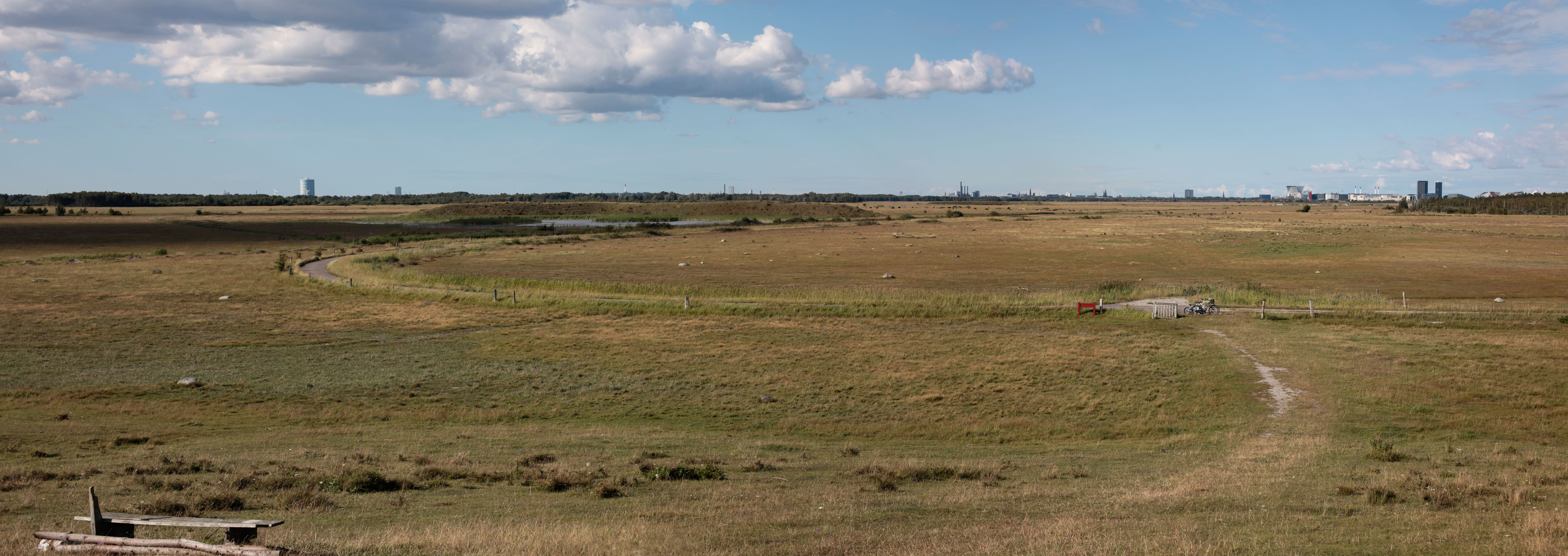
Panorama-Ansicht von Kalvebod Fælled mit Blickrichtung nach Ørestad und der City von Kopenhagen